# Rėda Brandišauskienė
Rėda Brandišauskienė (* 1982) ist eine litauische Politikerin, Juristin und Vizeministerin für Umwelt.

## Leben
Nach dem Abitur absolvierte sie 2006 das Magisterstudium des Rechtswissenschaften an der Universität Vilnius und arbeitete als Rechtsanwaltsgehilfin. Ab 2007 lehrte sie als Lektorin an der Mykolas-Romeris-Universität und dann an der Kunstakademie Vilnius in Vilnius. 2010 wurde sie Rechtsanwältin und arbeitete bei Advokatų E. Budvyčio, J. Čivilio ir partnerių kontora. Seit Dezember 2016 ist sie stellvertretende Umweltministerin Litauens als  Stellvertreterin von Kęstutis Navickas im Kabinett Skvernelis.